# Liste des rues de Jette
Ci-dessous, la liste des rues de Jette, commune belge située en région bruxelloise.

## A
- rue Abbé Paul Le Roux
- place Reine Astrid

## B
- rue Berré
- rue Boghemans
- rue Bonaventure
- rue Valère Broekaert
- clos Ingrid Bergman
- chemin Bourvil
- chemin Luis Bunuel
- avenue de l'Arbre Ballon
- rue du Bois
- rue Guillaume Bëllien
- avenue Jaak-Pieter Ballings

## C
- place Cardinal Mercier (Désiré-Joseph Mercier)
- rue François Couteaux
- rue Charlie Chaplin
- avenue Capart
- avenue Jean Joseph Crocq

## D
- rue Dansette
- rue Pierre De breuker
- rue Corneille De Clercq
- chaussée de Dieleghem
- boulevard de Smet de Nayer (aussi Laeken)
- rue Léon Dopéré
- rue Dupré
- rue De Keersmaeker
- avenue Joseph De Heyn
- rue Marlène Dietrich
- square James Dean
- rue Jean-Baptiste Depaire
- rue Decrée
- rue Eugène De Smet
- rue de l'Abbaye de Dieleghem

## E
- rue de l'Église Saint-Pierre
- rue Esseghem
- avenue de l'Exposition

## F
- rue Edouard Faes
- rue des Flamands

## G
- rue Gustave Gilson
- place Jean Gabin

## H
- rue Audrey Hepburn
- avenue du Heymbosch

## J
- rue Jacobs-Fontaine
- Chaussée de Jette

## L
- avenue du Laerbeek
- rue Jules Lahaye
- rue Léopold Ier
- rue Honoré Longtin
- passage Stan Laurel
- clos des Frères Lumières
- avenue Henri Liebrecht

## M
- avenue de Levis Mirepoix
- petite rue Anna Magnani
- clos Marilyn Monroe
- chemin des Moutons
- place du Miroir, surnom de la place Reine Astrid.

## N
- avenue Notre-Dame de Lourdes
- avenue du Bourgmestre Etienne Demunter
- avenue du Bourgmestre Jean Neybergh

## O
- rue Ongena
- chemin Laurence Olivier

## P
- rue Pierre De Breuker

- promenade Gérard Philippe

- promenade Jacques Ledoux

## R
- rue de Relegem
- rue René Reniers

## S
- rue Saint-Vincent de Paul
- rue du Saule
- avenue Secrétin
- rue Steppé
- petite rue Sainte-Anne
- rue Joseph Schuermans

## T
- rue Léon Theodor
- rue Jean Tiebackx
- rue Eugène Toussaint
- clos Tom & Jerry
- place du Bourgsmestre Jean-Louis Thys
- clos Fernand Tonnet

## V
- rue Henri Van Bortonne
- rue Hubert Van Eepoel
- Rue Maurice Van Rolleghem
- rue Van Swae
- avenue Jan Verdoodt
- chemin Charles Vanel

## W
- rue des Wallons
- avenue Odon Warland
- rue Henri Werrie
- Chausse de Wemmel
- rue Alexandre Wouters
- Avenue Charles woeste

## Z
- Haut – A
- B
- C
- D
- E
- F
- G
- H
- I
- J
- K
- L
- M
- N
- O
- P
- Q
- R
- S
- T
- U
- V
- W
- X
- Y
- Z